# Mussonena
Mussonena é um género de gastrópode  da família Camaenidae.
Este género contém as seguintes espécies:
- Mussonena campbelli